# نابر
نابر هي قرية في مقاطعة كاشان، إيران. يقدر عدد سكانها بـ 125 نسمة بحسب إحصاء 2016.